# الرذايا
مركز الرذايا تابع لمنطقة المدينة المنورة ويقع بين المدينة المنورة والصويدرة، ويبعد 30 كلم عن شرق المدينة المنورة.

## الموقع الجغرافي
تقع شرق منطقة المدينة المنورة بحوالي 30 كيلو مترا.

## التاريخ
شهدت الرذايا في الفترة الأخيرة نموا ملحوظا في المباني السكنية، ويزداد عدد ساكنيها كل عام، ويبلغ عددهم حاليا ما يقارب 30 ألف نسمة. وقد ساهم في تطويرها وجلب السكان لها ومساعدتهم في توفير قطع الأراضي وفي خدمة هذه القرية وسكانها الشيخ سالم بن علي العوفي الذي هو أول من وضع بذرة هذه القرية وسكانها، وعلى الرغم من تعداد السكان في القرية إلا أنها تحتاج إلى بعض الخدمات.
ويوجد فيها مركز للرعاية الصحية الأولية، وكذلك يوجد فيها مجمع تعليمي للبنين ومجمع تعليمي للبنات، ويبلغ عدد الطلاب ما يقارب 1400 طالب وطالبة. ويوجد بها مركز إمارة الحار. أما شبكة المياه فلم تصل إليها، وتعتمد على السقيا من الدولة .
شبكة الهاتف الثابت لم تصل للقرية حتى تحرير هذه الإضافة عام 1438

## السكان
ييلغ عدد سكان الرذايا حوالي 30 ألف نسمة.[بحاجة لمصدر]

## المناخ
تتميز المدينة المنورة بمناخ جاف، إذ يسود بها المناخ الصحراوي، والذي يتميز بالجفاف وقلة سقوط الأمطار، ودرجات حرارة عالية تتراوح بين 30° و45° مئوية في فصل الصيف، [55] أما في فصل الشتاء فيكون الجو ممطراً، ويكثر هطول المطر.